# Skala MSK
Skala MSK (skala Miedwiediewa-Sponheuera-Karnika) – skala stopnia intensywności fali wstrząsowej trzęsienia ziemi, opracowana w 1964 roku i używana w Indiach, Izraelu, i krajach byłego ZSRR. Skala MSK pozwala wyrazić wzbudzenie dynamiczne spowodowane wstrząsem sejsmicznym jako ekwiwalentne obciążenie poziome, którego wartość uzależniona jest wprost od wartości przyspieszenia podłoża.
| Stopień | Przyspieszenie drgań podłoża [mm/s²] | Opis drgań         |
| ------- | ------------------------------------ | ------------------ |
| 1       | 5-12                                 | niezauważalne      |
| 2       | 12-25                                | bardzo lekkie      |
| 3       | 25-50                                | lekkie             |
| 4       | 50-120                               | umiarkowanie silne |
| 5       | 120-250                              | dość silne         |
| 6       | 250-500                              | silne              |
| 7       | 500-1000                             | bardzo silne       |
| 8       | 1000-2000                            | niszczące          |